# Cinema Moscou
El Cinema Moscou (armeni: Մոսկվա կինոթատրոն, romanitzat: Moskva kinotatron) és una sala de cinema a la capital armènia, Yerevan. Està situada a la plaça de Charles Aznavour, al carrer Abovyan.

## Història i estructura
El cinema va obrir les portes el 1936 al solar de l'església de Sant Pau i Sant Pere, que va ser enderrocada a la dècada del 1930 per les autoritats soviètiques. L'edifici va ser dissenyat pels arquitectes Tiran Yerkanyan i Gevorg Kochar. El teatre va obrir les portes el 12 de desembre de 1936. La seva primera projecció va ser de la pel·lícula sovièticoarmènia Pepo.

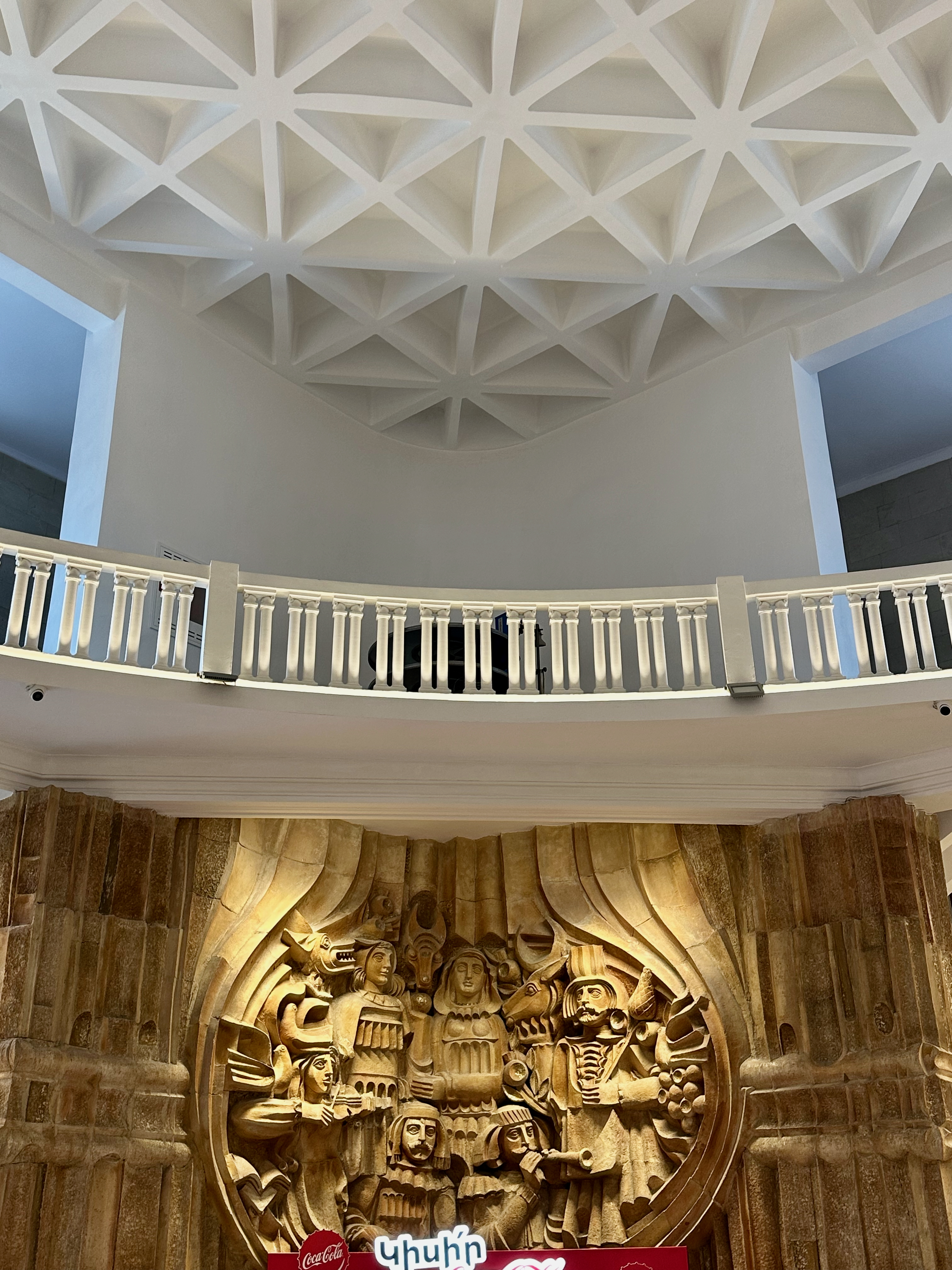
Interior

El 1960, l'edifici va ser redissenyat pels arquitectes Gevorg Kochar i Telman Gevorkyan. El 1983, l'edifici va ser remodelat quan la façana va ser decorada amb escenes de moltes pel·lícules sovièticoarmènies famoses, com ara Chapayev, Pepo, David Bek i Sayat Nova.
El cinema va ser privatitzat el 1999. Després d'una important renovació, el cinema va reobrir el setembre del 2000.
El Cinema Moscou és la seu principal del Festival Internacional de Cinema Golden Apricot Yerevan, un festival de cinema internacional que se celebra a Erevan cada any des del 2004. La plaça davant del cinema va rebre el nom de Charles Aznavour com a part de les celebracions del 10è aniversari de la independència armènia el 2001.
Actualment, el Cinema de Moscou té 4 sales: la sala vermella amb 491 seients, la sala blava amb 350 seients, la sala vermella petita amb 49 seients i la galeria amb 35 seients. El cinema també té un teatre a l'aire lliure situat a la part est de l'edifici.